# Chi Ké đầu ngựa
Chi Ké đầu ngựa (danh pháp khoa học: Xanthium) là một chi thực vật có hoa trong họ Cúc (Asteraceae) Chi này là bản địa ở Bắc Trung Mỹ, châu Á, châu Âu.

## Mô tả
Chi Ké đầu ngựa gồm những thực vật thân thảo một năm, dáng thô, có thể cao tới 20–47 inch (51–119 cm). Lá mọc cách hoặc mọc vòng, có hai dạng hình mác hoặc hình trứng, hình thận, mép lá có nhiều thùy và có răng cưa sâu. Một số loài như ké đầu ngựa gai X. spinosum có rất nhiều gai, mỗi nách lá đều có một gai màu vàng nhạt mang ba thùy nhọn.
Cây có hoa đơn tính: hoa đực nằm ở những nhánh ngắn tại đầu cành, mang nhiều lá bắc xếp thành 1-3 hàng, tràng hoa có mang 5 thùy hình răng, mọc thành cụm hình cầu, đế hoa hình bán cầu có nhiều vảy; hoa cái hình trứng mọc thành cụm tại nách lá, không có tràng, lá bắc dính liền vào nhau ôm trọn lấy hoa. Hạt phấn có kích thước 26-28 micrômét, dạng hình phỏng cầu dẹt ở hai đầu, có hình phác nhìn từ cực dạng tam giác, phân thành 3-4 thùy, lục giác hay ngũ giác, và có 3-4 đường xoi dọc. Gai ngoài hạt phấn gần như bị tiêu biến, chỉ còn là những mấu nhọn hay tù dài không quá 0,6 micrômét.
Ké đầu ngựa là cây ngày ngắn, chỉ ra hoa vào lúc ngày ngắn-đêm dài vào cuối mùa hè và mùa thu, thường là từ tháng Bảy đến tháng Mười ở Bắc bán cầu. Tuy nhiên chúng vẫn có thể ra hoa quanh năm ở vùng nhiệt đới trong điều kiện độ dài thời gian ngày-đêm được giữ ở mức ổn định.
Ké đầu ngựa cho quả hình cầu, mang nhiều gai. Quả ké là quả gai được bao bọc bởi một cái vỏ hình thành từ lá bắc. Các gai này giúp cho quả dễ dàng mắc vào những động vật đi ngang qua và sẽ được các động vật ấy phát tán đi rất xa, có khi hàng dặm. Khi chín, quả sẽ chuyển sang màu vàng, chính vì vậy chi này mang tên khoa học là Xanthium, bắt nguồn từ chữ Hy Lạp xanthos có nghĩa là màu vàng.

## Các loài
Số lượng loài của chi Ké đầu ngựa không thống nhất. Trong quá khứ từng có hơn 20 loài ké đầu ngựa đã được nhận diện. Hiện tại The Plant List công nhận 12 loài thuộc chi Ké đầu ngựa như sau:
- Xanthium ambrosioides Hook. & Arn.
- Xanthium argenteum Widder
- Xanthium cavanillesii Shouw
- Xanthium cloessplateaum D.Z.Ma
- Xanthium echinatum Murray - Ké đầu ngựa thối
- Xanthium inaequilaterum DC.	- Ké đầu ngựa gốc lệch[16]
- Xanthium italicum Moretti
- Xanthium mongolicum Kitag.
- Xanthium orientale L.
- Xanthium sibiricum Patrin ex Widder - Ké đầu ngựa Sibir[4]
- Xanthium spinosum L. - Ké đầu ngựa gai, ké đầu ngựa ráp hay ké đầu ngựa Bathurst (phân bố ở Nam và Trung Mỹ)
- Xanthium strumarium L. - Ké đầu ngựa thông thường (loài bản địa ở Bắc Mỹ, du nhập vào nhiều nước khác)

## Công dụng
Theo một số nghiên cứu, một hoạt chất trong ké đầu ngựa có tác dụng kiềm chế quá trình tạo anion superoxit của bạch cầu trung tính bị kích thích bởi N-formyl-methionin-leucine-phenylalanin với chỉ số IC50 là 1,72 µg/mL.
Gai và hạt của quả ké chứa nhiều chất carboxyatractylosit (CAT), trước đây gọi là xanthostrumarin, đây là chất có vai trò chủ chốt trong các tác dụng phụ của ké đầu ngựa. CAT được cho là chất ức chế sinh trưởng trên ké đầu ngựa và nhiều thực vật khác, nó có vai trò ngăn chặn việc nảy mầm và sinh trưởng của thực vật. Phần lớn chất này tập trung trong gai của quả ké, tuy nhiên khi quả được sơ chế để làm thuốc thì gai thường bị đốt bỏ, điều đó làm giảm hàm lượng của CAT trong thành phẩm.
Ké đầu ngựa cũng được dùng để làm thuốc nhuộm màu vàng, từ đó sinh ra tên khoa học là Xanthium, bắt nguồn từ chữ Hy Lạp xanthos nghĩa là "màu vàng". Dầu ép từ hạt ké đầu ngựa có thể được dùng làm thực phẩm.
Trong Đông y ké đầu ngựa thông thường X. strumarium được gọi là "thương nhĩ tử" (苍耳子, cang er zi), ngoài ra thương nhĩ tử cũng có thể là các loài ké đầu ngựa khác như X. inequilaterum hay X. sibiricum. Thành phần làm thuốc là quả già khô, có thể dùng dạng sao chín, phơi khô, tán bột hay tẩm rượu. Ké đầu ngựa có vị ngọt nhạt, cay đắng, tính ấm, hơi độc, tác dụng phát tán, tán phong, trừ thấp, hoá nhiệt, thông mũi, giảm đau, chủ trị nhức đầu do phong hàn, mắt quáng gà, tắc mũi và các bệnh về mũi-xoang. Tuy nhiên không dùng ké đầu ngựa trong trường hợp huyết hư, ứ huyết, kiêng kỵ với thịt lợn, và dùng quá liều sẽ gây độc, nôn, đau bụng, tiêu chảy. Chất độc của ké đầu ngựa gây hại đến gan và sẽ gây tử vong ngay tức khắc nếu dùng với liều lượng bằng 0,75% khối lượng cơ thể.

Ké đầu ngựa ngọt ôn, chữa não phong,
Nhức đầu đau mắt thấp tê rần,
Phong cùi lậu ké, cùng tiêu độc,
Óc nhiễm hàn, mũi chảy nước trong.

## Tác hại
Ké đầu ngựa thông thường (Xanthium strumarium) là loài bản địa ở Bắc Mỹ. Hạt của nó từng là thức ăn của loài vẹt đuôi dài Carolina đã tuyệt chủng - trước nay chưa ai biết loài vật nào khác chịu được chất độc của hạt ké đầu ngựa. Nay nó trở thành loài xâm hại trên khắp thế giới, xâm lấn vào các thửa ruộng đất nông nghiệp và có thể gây ngộ độc cho gia súc vì chứa các chất độc glycosit, như ngựa; bò nhà; cừu. Một số vật nuôi sẽ không đụng đến loài cây này nếu như trong khu vực có sẵn các nguồn thức ăn khác, nhưng các loài ăn tạp hơn, như lợn sẽ ăn ké đầu ngựa để rồi ngộ độc, ốm mà chết. Cây con và hạt là phần có độc tính cao nhất của ké đầu ngựa. Triệu chứng ngộ độc thường diễn ra trong vòng vài giờ, bao gồm việc đi đứng loạng choạng, người yếu ớt, ủ rũ, trẹo xoắn cơ cổ, mạch gấp và yếu, khó thở, và cuối cùng là tử vong.

## Hình ảnh

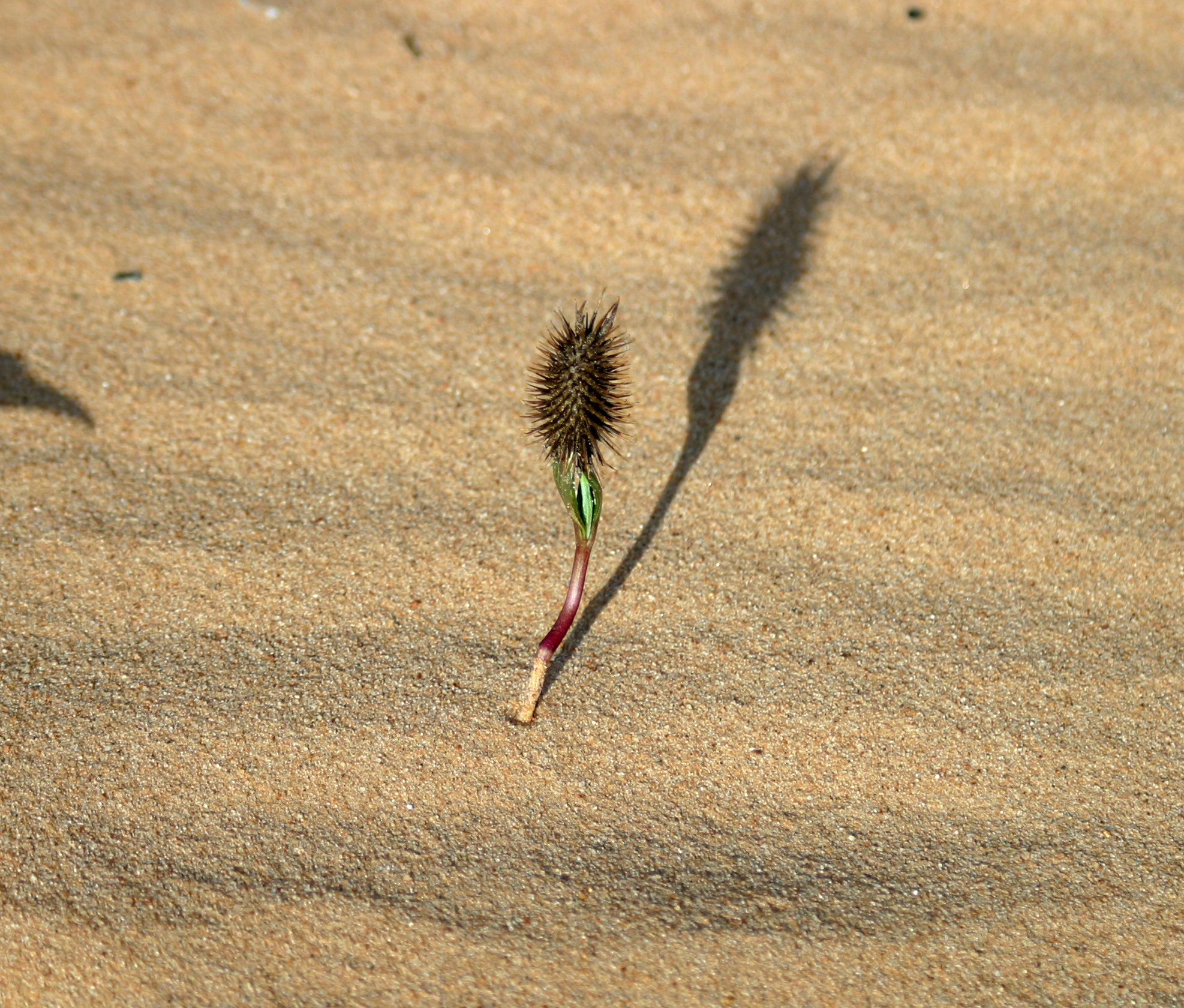
X. strumarium
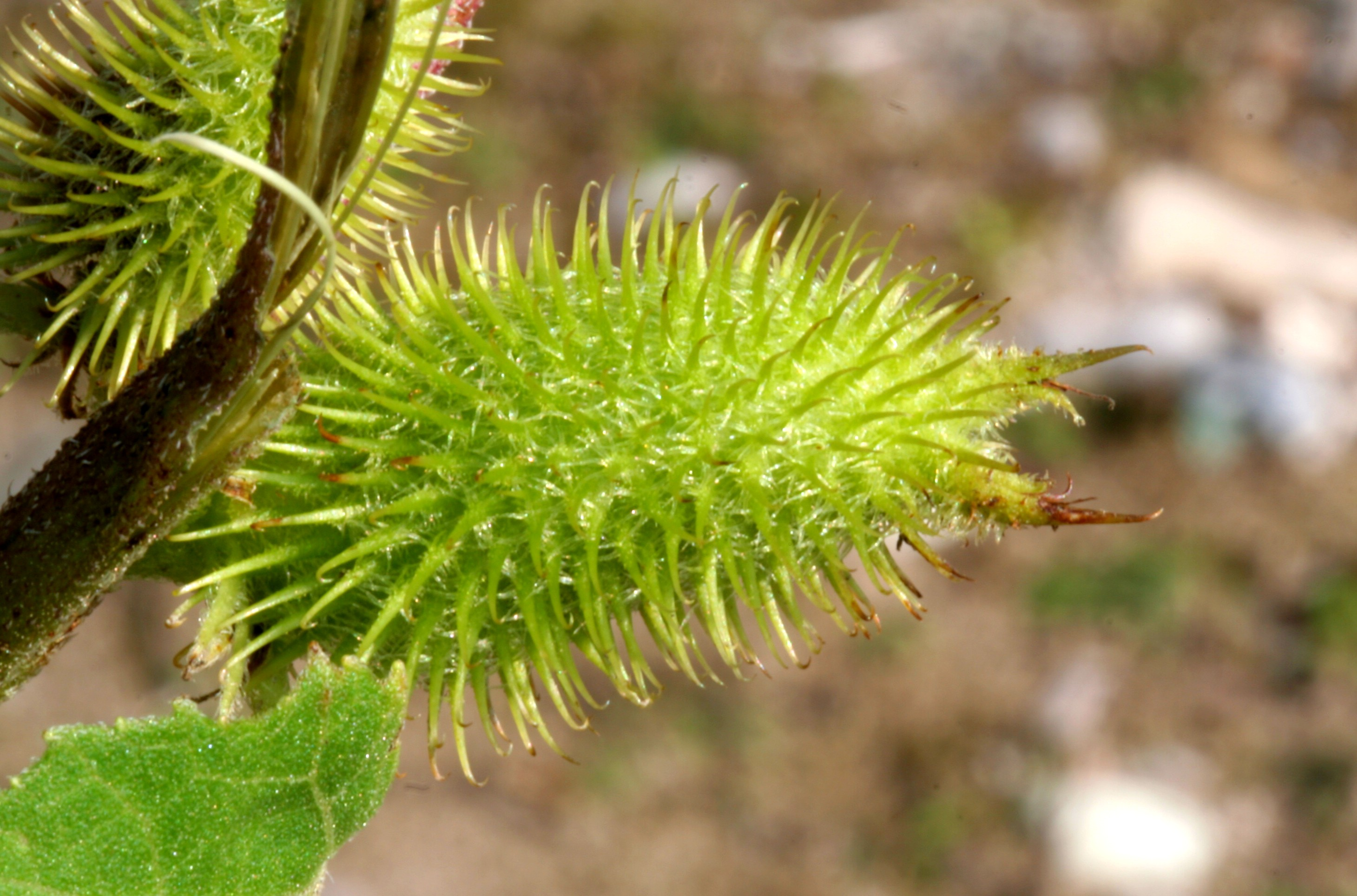
X. italicum
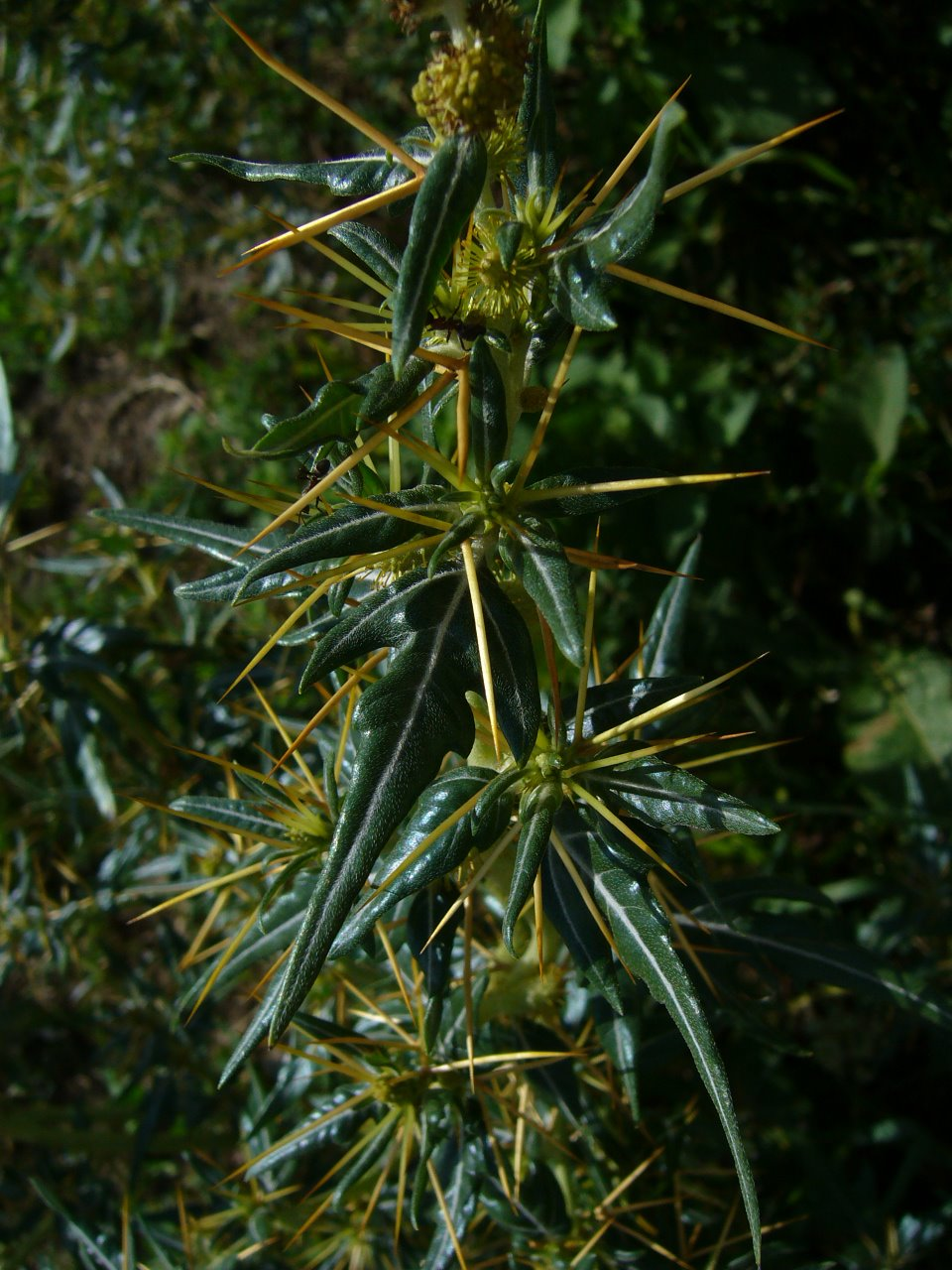
X. spinosum
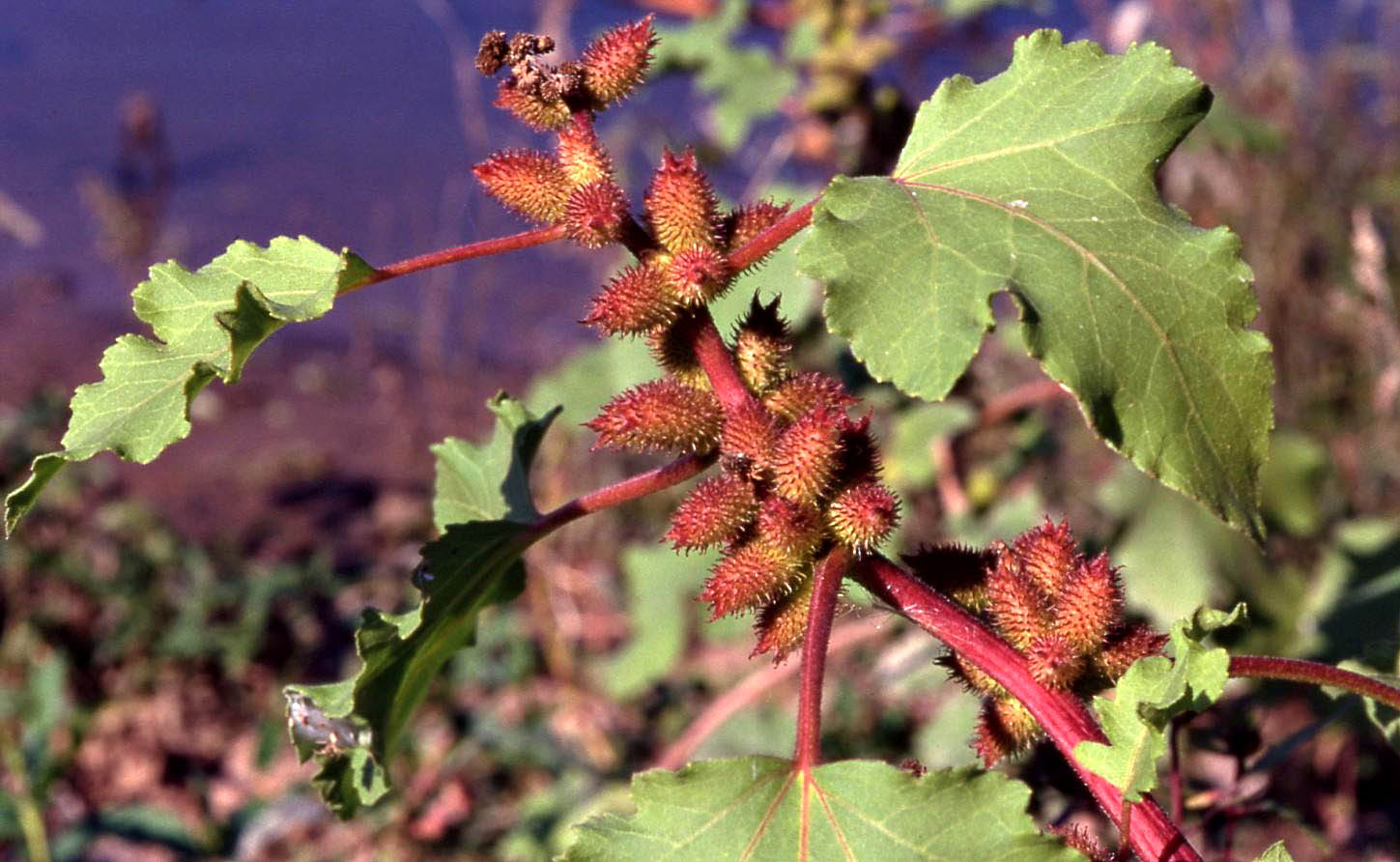
X. albidum